# 313国道
313国道（或“国道313线”、“G313线”）曾经是中华人民共和国的一条国道，起点为甘肃瓜州北大桥，终点为新疆若羌的国道，全程821千米。
G312线、G315线修通后，该路失去使用价值，1989年撤销。原G313中的瓜州县-敦煌市段为甘肃省安敦一级公路；敦煌市-阿克塞哈萨克自治县段为G215线；阿克塞哈萨克自治县县岔路口道班-安南坝村为甘肃省道313线；安南坝村至新疆若羌县巴什库尔干路段已废弃。若羌县巴什库尔干至若羌县城为国道315线。
这条国道经过甘肃和新疆2个省份。

## 历史
抗日战争中后期，中国获取国际援助的交通线主要有经过新疆、甘肃的西北路线，经过川、贵、滇、缅的西南路线。太平洋战争爆发后，滇缅公路被日军切断。1942、1943年，西北公路局与新疆省公路局两次分别踏勘北线与南线，北线经过沙漠，南线沿着阿尔金山北麓。1943年共产国际解散，中国国民党发起第三次反共高潮，主政新疆的盛世才正式公开反苏、反共，源自苏联的西北国际大通道终止。1944年，在缅北战局打通滇缅公路遥遥无期背景下，国民政府拟开辟从卡拉奇港登陆，经英属印度铁路系统、翻越克什米尔和帕米尔、中国南疆的南亚-中国西北物流运输路线，决定由中央政府直接投资兴建敦煌至若羌、若羌至于阗、库尔勒至若羌、茫崖至金鸿山的青新公路。
1945年5月，盛世才调离新疆，胡宗南部队入疆。由于酒泉至星星峡公路受外蒙骑兵威胁，新疆当局坚决主张尽速修建入疆第二公路。国民政府交通部于1945年7月1日成立南疆公路新段工程处，处长兼总工程师刘良湛，副总工陶炳元，设工务、总务、会计、人事、医务等科室，测量总段、第一工务总段、第二工务总段、第四工务总段（负责红水至芨芨台），重庆、成都、兰州、酒泉、敦煌、若羌办事处，汽车运输大队，限9月底完成修建南疆公路敦煌至若羌段全长738.68公里，并改善库尔勒至若羌公路。甘肃段段自敦煌经独山子，折向西南，穿过祁连山与沙山间戈壁至阿克赛，再西行经树木沟（今阿克塞县红柳湾镇红柳沟矿区）、多巴沟（今阿克塞县阿克旗乡多坝沟村）、小红山（海拔2052m，今红山风景区）、大红山（海拔2640m），越苦水河坝（今阿克塞县阿克旗乡安南沟村，原为和平乡），再经拉配泉（今若羌县依吞布拉克镇拉配泉村）而至甘新省界芨芨台（芨芨沟，今齐勒萨依），全长333公里。新疆段自若羌，经羊大什克、米兰、越米兰河，经巴吐不拉克至东格里克（也称墩戈里克，今墩里克），折向东南进阿尔金山至红柳沟， 经巴什考供（今依吞布拉克镇巴什考供村，地图上今标称巴什库尔干）直接向东南穿越金雁山口，再循平行于阿尔金山的金雁山的南麓东进，经沙山至索尔库里、红水，翻越金雁山出山至拉配泉、芨芨台，全长405.68公里。其中红柳沟至金雁山口长84km，为工程艰巨的重点地段。1946年2月毛路抢通。投资12.936980亿元法币，土方16万立方米，石方不详，桥35座、涵洞17座、实做工10.1万工日，往返调工9.24万工日，劳力高峰2557人（兵工与护路骑兵360人，雇工33人，南疆民工1860人），使用骆驼38616峰日，高峰1000余峰。使用毛驴221470头天，高峰约3000头。使用破旧汽车50辆。胶轮马车一年书周转量30.85万吨公里。1946年6月初，交通部公路总局指定第七区局、甘肃省政府、甘青新边区专员公署派员乘5辆汽车验收，结论为工程按行车实际需要相差甚远，须切实改善。
敦煌至若羌公路建成后，国民政府决定修建青新公路，起自西宁，横穿柴达木盆地、越阿尔金山，至若羌。1946年4月初青海省组建青新公路踏勘队，至8月中旬完成踏勘。西宁至倒淌河利用原有公路，巴什考供（今依吞布拉克镇巴什考供村，地图上今标称巴什库尔干）至若羌利用已有南疆公路，实勘新线自倒淌河至巴什考供全长1232km。青海省成立青新公路工程处，负责修筑。
1946年6月筹组国民政府交通部第六区公路工程管理局（驻迪化）。在敦煌成立了南疆公路工程处（简称南工处），积雪改善敦煌-若羌公路。
安西至敦煌120km，原系大车道，1946年11月开工，1947年3月完工。
1946年11月13日，国民政府决定展筑金鸿山至茫崖、若羌至于阗公路，由南疆公路工程处负责。1947年4月1日，南疆公路工程处成立青新公路北段新工公务段。5-6月由南工处副处长兼副总工程师陶炳元率领重新踏勘确定了翻越阿尔金山南支的越岭点——海拔3230m，相对高差200余米的金鸿山口。金雁山、金鸿山都是筑路时命名，喻意抗战胜利后，“鸿雁来归”。1947年7月底完成勘测，青新公路北段至茫崖长186.5km，海拔3100-3500m，从南疆公路安西起算的564km处出岔，在金鸿山以西1km垭口翻越阿尔金山，沿红沟子向西南下山，至尕斯库勒湖北岸，再向东南至茫崖。公路于1947年6月6日开工，施工人员为工兵第19团第1营472人与敦煌县民工700人。1948年1月中旬通车。
若羌至于阗公路到1949年底在喀拉米兰以东50km仍未修通。
1962-1965年修整。1967年，青新公路从南线（西宁、倒淌河、茶卡、格尔木、乌图美仁、老茫崖、越金鸿山，在索尔库里与南疆公路313国道相接），改为北线（西宁经倒淌河、德令哈、大柴旦、鱼卡、黄瓜梁、老茫崖、茫崖镇），1981年编为315国道。
1989年废弃。若羌至巴什库尔干现为315国道，已经完全柏油硬化。
2022年，国家发改委与交通运输部联合印发《国家公路网规划（2022年—2035年）》，阿克塞至若羌段編入571国道。

## 里程表
| 城市名                             | 距起点距离 |
| 甘肃省瓜州县                       | 0          |
| 甘肃省敦煌市                       | 117        |
| 甘肃省阿克塞哈萨克族自治县红柳湾镇 | 212        |
| 新疆维吾尔自治区若羌县             | 821        |